# Leveson-Gower

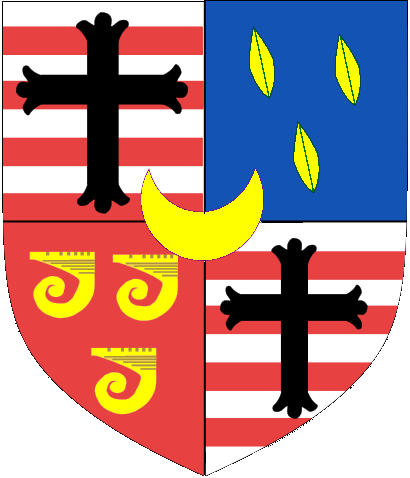
Erb rodu Leveson-Gower

Leveson-Gower je jméno anglického šlechtického rodu, který vznikl v 17. století aliancí vymřelého rodu Levesonů a spřízněné rodiny Gowerů. Majetkové zázemí Levesonů ze 16. století umožnilo později významný společenský vzestup a Leveson-Gowerové získali postupně tituly barona (1703), hraběte (1746), markýze (1786) a nakonec jim byl udělen vévodů ze Sutherlandu (1833). Během 18.–20. století vzešla z rodu řada významných osobností v politice, námořnictvu a armádě. Převzetím dědictví po vévodech z Bridgewateru a skotské rodině Sutherlandů se stali nejbohatší šlechtickou dynastií ve Velké Británii a v 19. století jim patřilo přes 500 000 hektarů půdy v Anglii a Skotsku. Mezi hlavní rodová sídla patřily zámky Trentham Hall (Staffordshire) a Lilleshall Hall (Shropshire), v Londýně vlastnili paláce Lancaster House a Bridgewater House. Současným představitelem rodu je Francis Egerton, 7. vévoda ze Sutherlandu (*1940), který podle každoročně zveřejňovaného seznamu nejbohatších lidí ve Spojeném království v The Sunday Times vlastní majetek v hodnotě 580 miliónů liber. Druhou rodovou linii zastupuje Fergus Leveson-Gower, 6. hrabě Granville (*1959), který je blízce spřízněn s královnou Alžbětou II.

## Spojení rodů Leveson a Gower

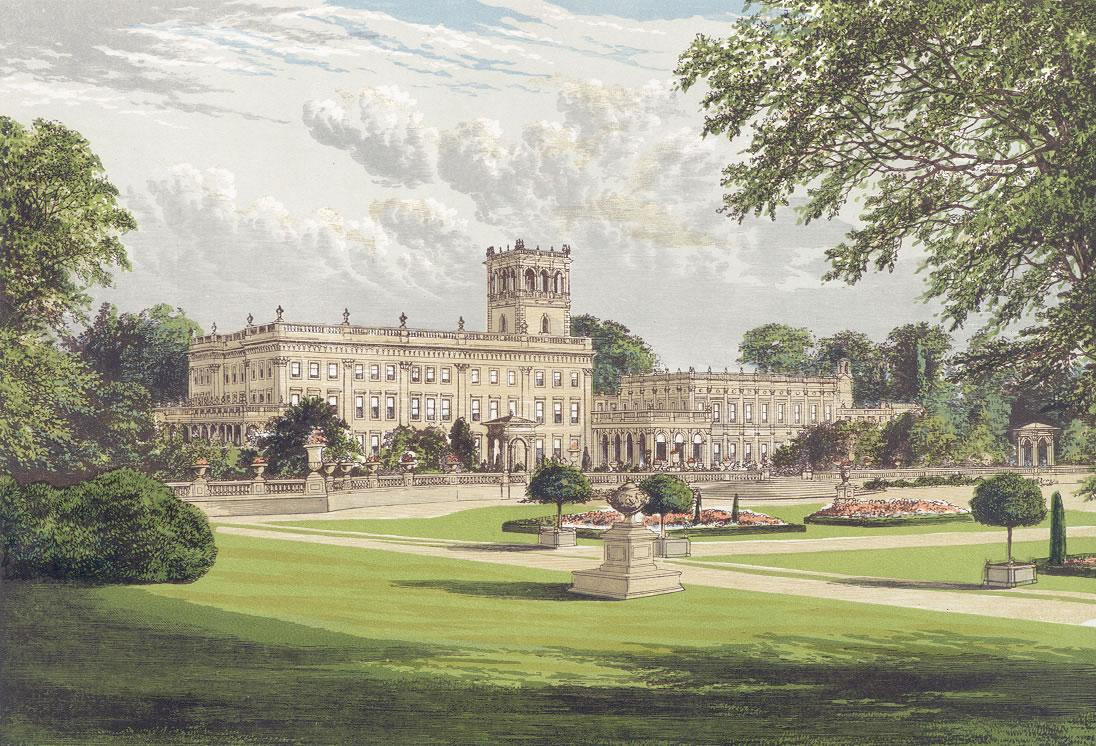
Zámek Trentham Hall (Staffordshire), hlavní rodové sídlo (1880)

James Leveson (†1547) se prosadil jako úspěšný obchodník s vlnou ve Wolverhamptonu a v době rušení klášterů za Jindřicha VIII. skoupil v letech 1539–1540 panství Trentham (Staffordshire) a Lilleshall (Shropshire). V dalších generacích se Levesonové angažovali v místní samosprávě v hrabstvích, kde vlastnili statky, Sir Walter Leveson (1551–1602) byl členem Dolní sněmovny a snažil se zefektivnit hospodaření na zděděném majetku, ale celý život se potýkal se zadlužením. Jeho syn Sir Richard Leveson (1570–1605) byl též poslancem Dolní sněmovny, sloužil v námořnictvu a v roce 1596 byl povýšen do šlechtického stavu. Zemřel bez potomstva a majetek zdědil jeho bratranec Sir Richard Leveson (1598–1661), který značným nákladem nechal postavit zámek Trentham Hall. Za občanské války byl členem Dolní sněmovny a patřil ke stoupencům Karla I. Zemřel bezdětný a jeho statky zdědily neteře Frances a Christiana. Frances se provdala za Sira Thomase Gowera (1605–1672), jejich syn Sir William Gower (1647–1691) přijal v roce 1668 jméno Leveson-Gower.
Rod Gowerů má starší historii než Levesonové, jako první se připomíná Sir Robert Gower (†1349), který získal statky v hrabství Suffolk. Gowerové dlouho zůstávali nevýznamnou provinční šlechtou, později získali pozemky v hrabství York, jako básník vynikl John Gower na přelomu 14. a 15. století. Thomas Gower (1584–1652) byl šerifem v hrabství York a v roce 1620 získal titul baroneta. Jeho vnuk William (1647–1691) díky sňatku s dědičkou rodu Levesonů přijal jméno Leveson-Gower (1668). Teprve poté se rod Leveson-Gower zařadil mezi nejbohatší a vlivné rodiny v Anglii. John Leveson-Gower (1675–1709) byl v roce 1703 povýšen na barona a stal se členem Sněmovny lordů, jeho syn John (1694–1754) byl dlouholetým členem vlády a v roce 1746 získal titul hraběte Gowera. V další generaci Granville (1721–1803), pokračoval v rodové kariéře, více než čtyřicet let zastával vysoké funkce ve vládě a u dvora, v roce 1786 byl povýšen na markýze ze Staffordu.

## Vévodové ze Sutherlandu (1833)

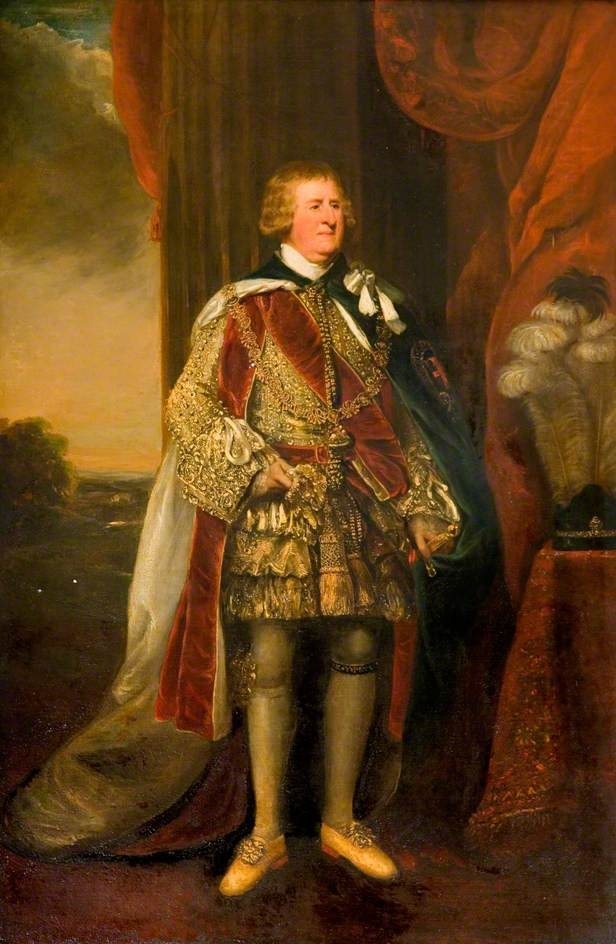
1. vévoda ze Sutherlandu s dekorací Podvazkového řádu

George Granville Leveson-Gower, 2. markýz ze Staffordu (1758–1833), zdědil po otci majetek v hrabstvích Staffordshire a Shropshire, sňatkem s Elizabeth Gordon, 19. hraběnkou ze Sutherlandu (1765–1839), získal obrovské dědictví rodu Sutherlandů ve Skotsku a krátce před smrtí získal titul vévody ze Sutherlandu. Několik členů rodu pak zasedalo v Dolní sněmovně za hrabství Sutherland, v tomto hrabství také Leveson-Gowerové zastávali dlouhodobě úřad lorda-místodržitele (1793–1945). Ve Skotsku byl hlavním rodovým sídlem starobylý hrad Dunrobin Castle. Hrad pochází ze 13. století, ale v souvislosti s vývojem požadavků na komfortní bydlení byl v následujících staletích několikrát adaptován. Poslední výrazná stavební úprava proběhla v roce 1850 podle projektu Charlese Barryho. Jako mimořádná architektonická památka se zajímavými interiéry je dnes hrad přístupný veřejnosti a jeho současným správcem je The Sutherland Trust. Charles Barry se podílel také na adaptacích zámku Trentham Hall (1833–1842). V této linii rod v 19. a 20. století užíval příjmení Sutherland-Leveson-Gower, posledním přímým potomkem byl George Granville Sutherland-Leveson-Gower, 5. vévoda ze Sutherlandu (1888–1963), který byl generálním intendantem armády, náměstkem ministra války a později nejvyšším hofmistrem. Ze dvou manželství neměl žádné potomstvo a po jeho smrti přešel titul vévody ze Sutherlandu na mladší linii hrabat z Ellesmere, která mezitím přijala jméno Egerton.

## Hrabata Granville (1833)

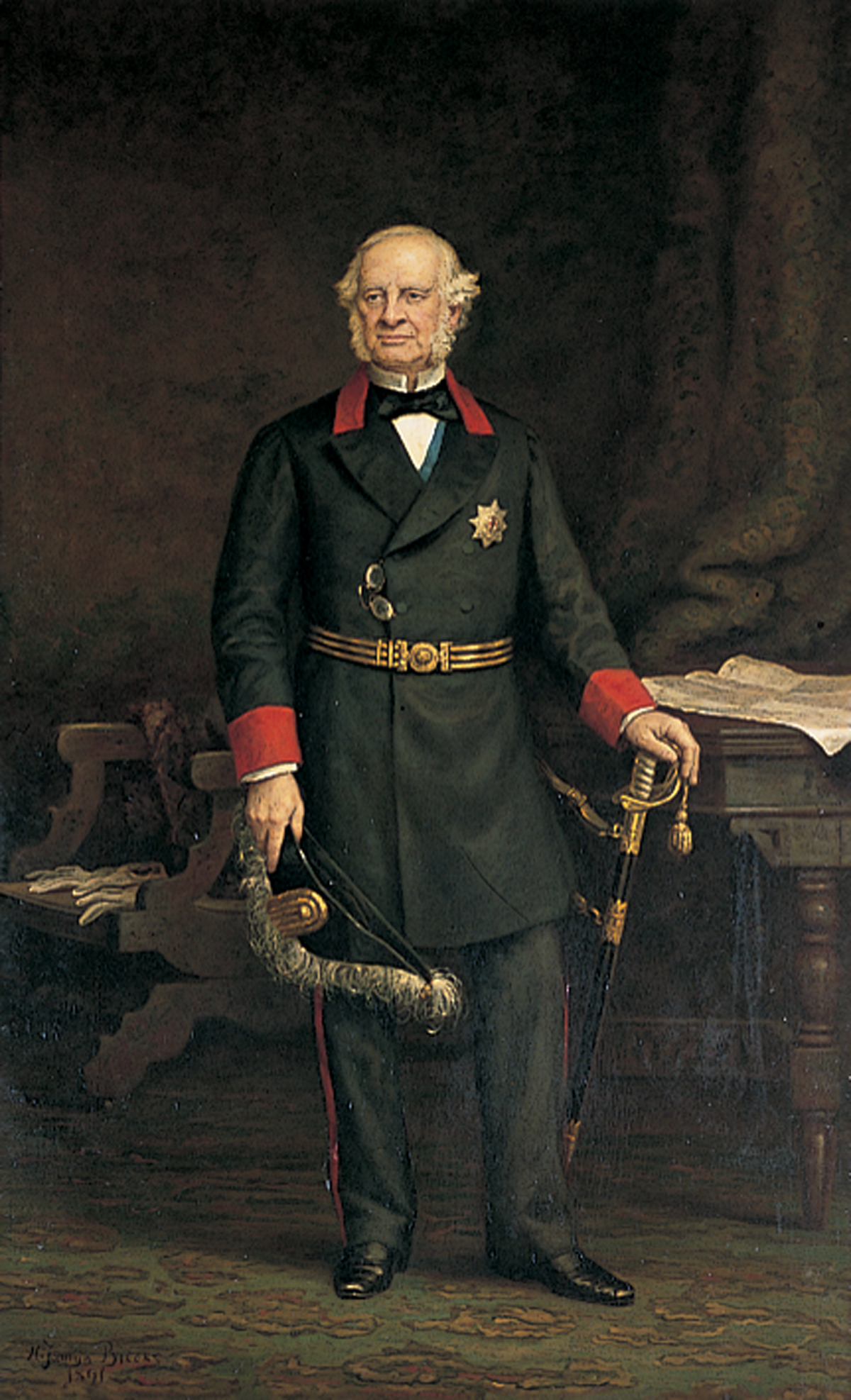
Granville Leveson-Gower, 2. hrabě Granville (1891)

Granville Leveson-Gower (1773–1846) byl nejmladším bratrem 1. vévody ze Sutherlandu. Od mládí se uplatňoval ve státních službách, byl členem vlády a dlouholetým vyslancem ve Francii. V roce 1833 byl povýšen na hraběte Granville, tento titul vycházel z dávného spříznění Gowerů s rodem Granville vymřelého v roce 1735. Jeho syn Granville Leveson-Gower, 2. hrabě Granville (1815–1891), byl dlouholetým významným činitelem Liberální strany a třikrát britským ministrem zahraničí. Z dalších generací této větve vynikl Granville Leveson-Gower, 3. hrabě Granville (1872–1939), který dlouhodobě působil v diplomacii a nakonec byl velvyslancem v Belgii (1928–1933). Jeho mladší bratr William Leveson-Gower, 4. hrabě Granville (1880–1953), byl admirálem a po druhé světové válce generálním guvernérem v Severním Irsku. Jeho manželkou byla Rose Bowes-Lyon (1890–1967), sestra královny Alžběty.
Původně rodina hrabat Granville sídlila na zámku Stone Park ve Staffordshire, ve 20. století koupili pozemky na Hebridech (Callernish House), vlastní také dům v Londýně. Současným představitelem rodu je Fergus Leveson-Gower, 6. hrabě Granville (*1959), který je blízce spřízněn s královnou Alžbětou II.

## Hrabata z Ellesmere (1846)

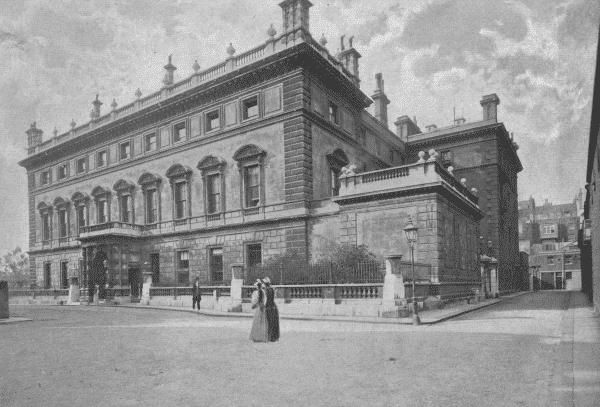
Londýnský palác Bridgewater House, majetek hrabat z Ellesmere 1803–1979

Linii hrabat z Ellesmere a zároveň současných vévodů ze Sutherlandu založil Francis Leveson-Gower (1800–1857), mladší syn 1. vévody ze Sutherlandu. Od mládí se angažoval v politice a několikrát byl členem vlády, v roce 1833 po otci převzal dědický podíl představovaný majetkem spřízněného rodu Egertonů. Na základě toho také v roce 1833 přijal příjmení Egerton a v roce 1846 získal titul hraběte z Ellesmere, který dříve též patřil Egertonům. Součástí dědictví po Egertonech byl londýnský palác Bridgewater House s bohatými uměleckými sbírkami, které 1. hrabě z Ellesemere zpřístupnil veřejnosti. Kromě toho vlastnil zámek Hatchford Park (Surrey), který nechal krátce před smrtí přestavět a založil zde arboretum. Z jeho potomstva vynikl mladší syn Sir Francis Egerton (1824–1895), který byl admirálem a námořním pobočníkem královny Viktorie, další syn Algernon Egerton (1825–1891) byl dlouholetým členem Dolní sněmovny.
John Egerton, 5. hrabě z Ellesmere (1915–1979), zdědil v roce 1963 po vzdáleném bratranci titul vévodů ze Sutherlandu a v roce 1979 prodal za 19 miliónů liber londýnský palác Bridgewater House. Jeho syn Francis Ronald Egerton (*1940) je současně 7. vévodou ze Sutherlandu a 6. hrabětem z Ellesmere.

## Rodová sídla

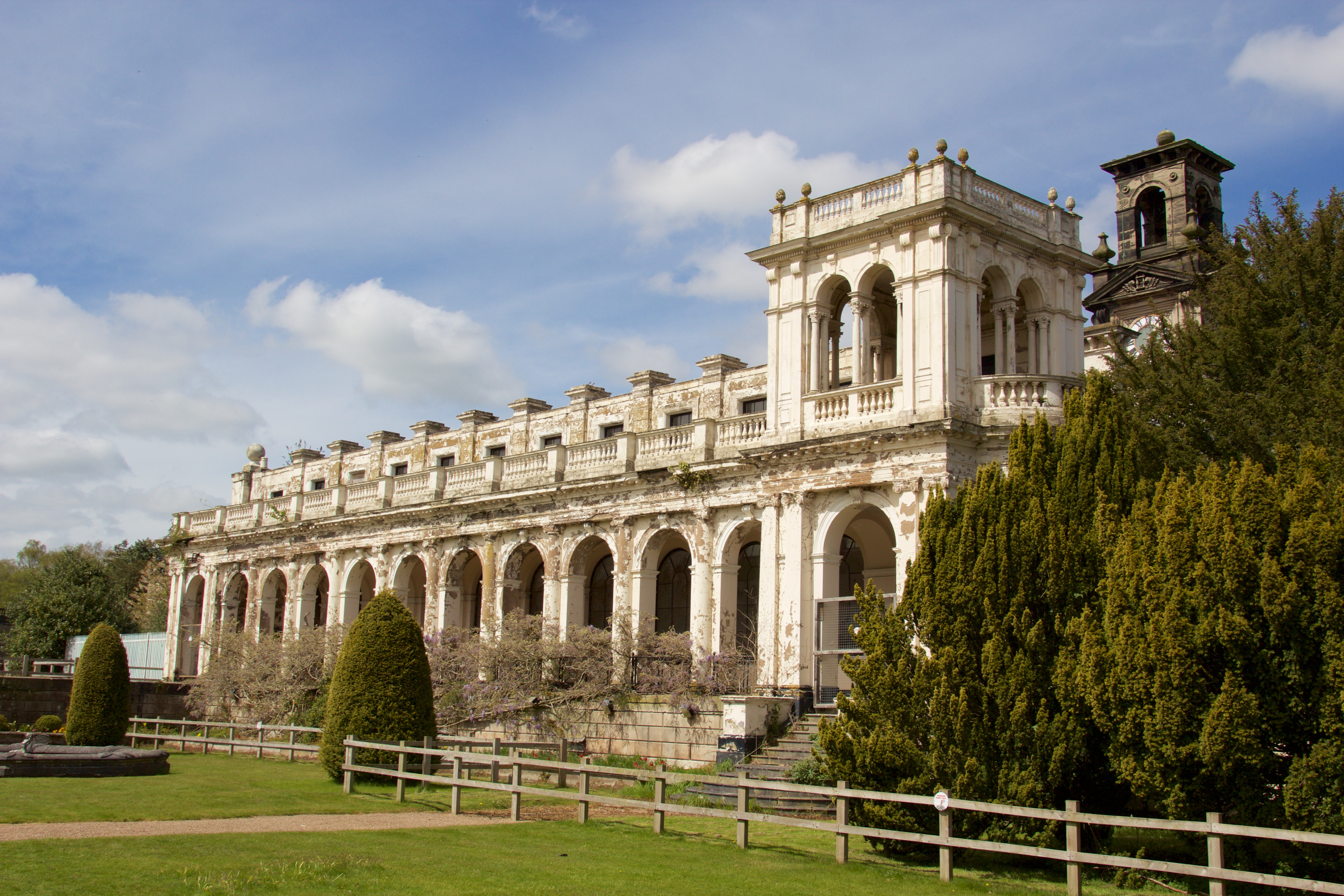
Trentham Hall (Anglie)
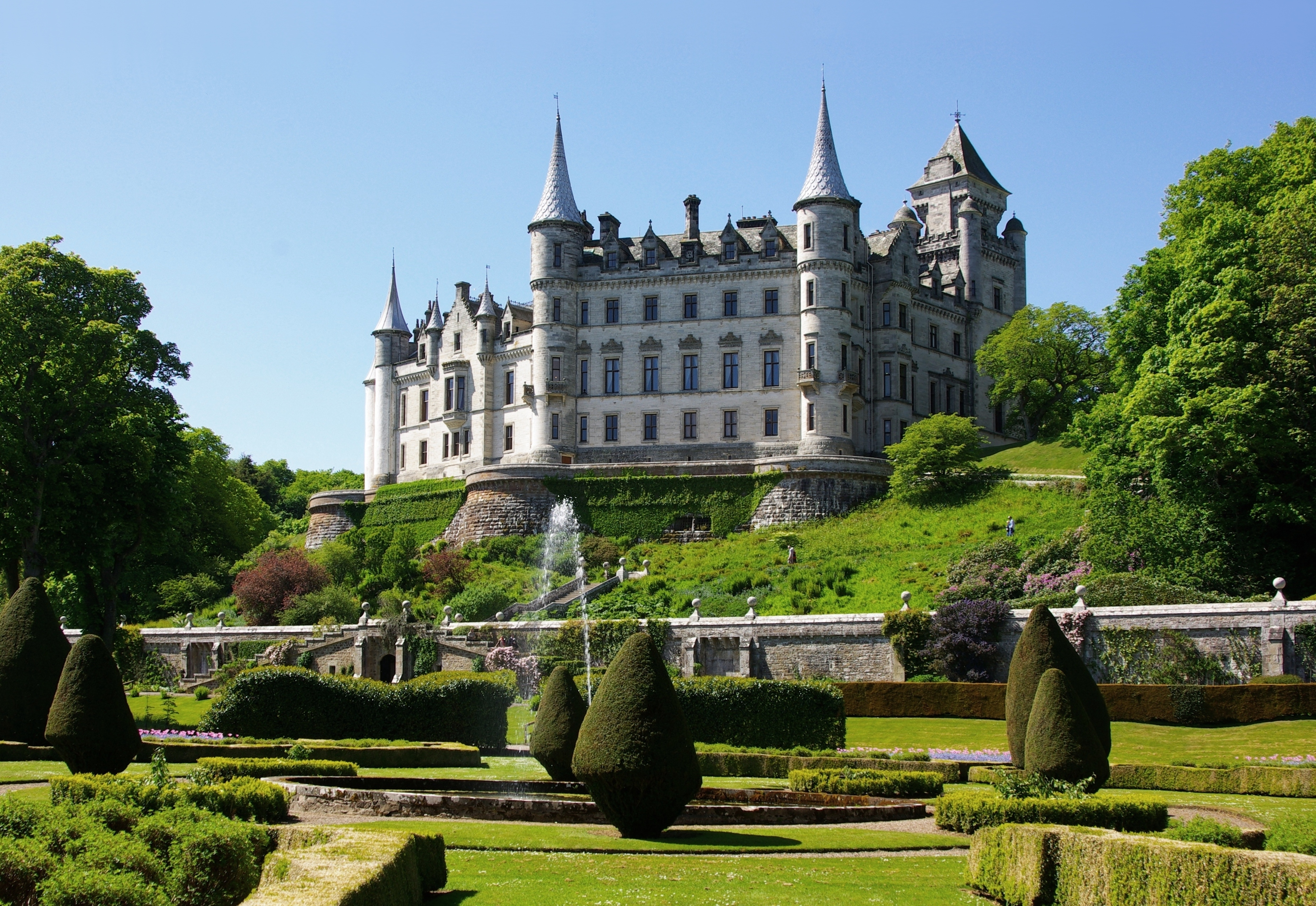
Dunrobin Castle (Skotsko)
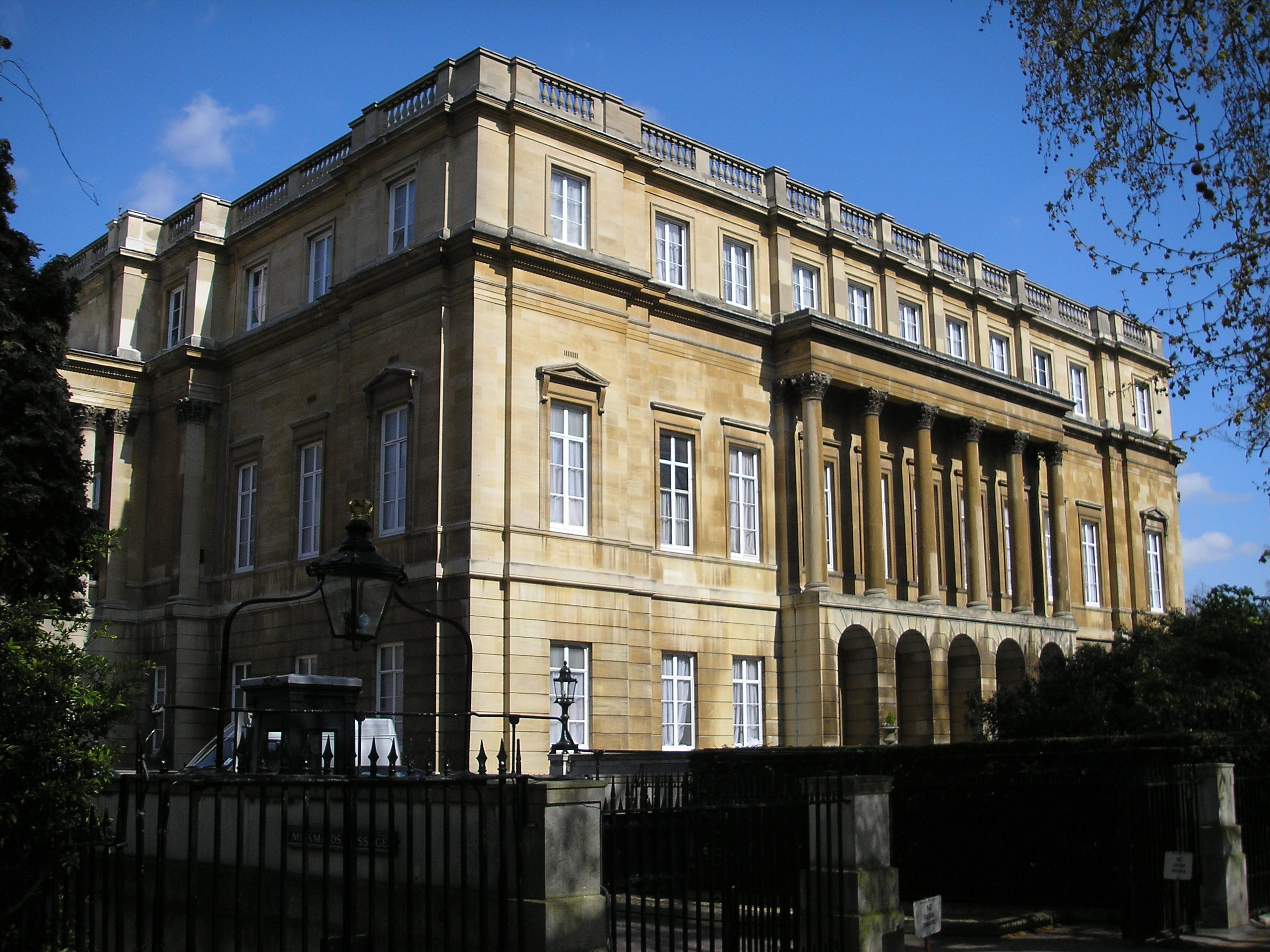
Stafford House (Lancaster House, Londýn)
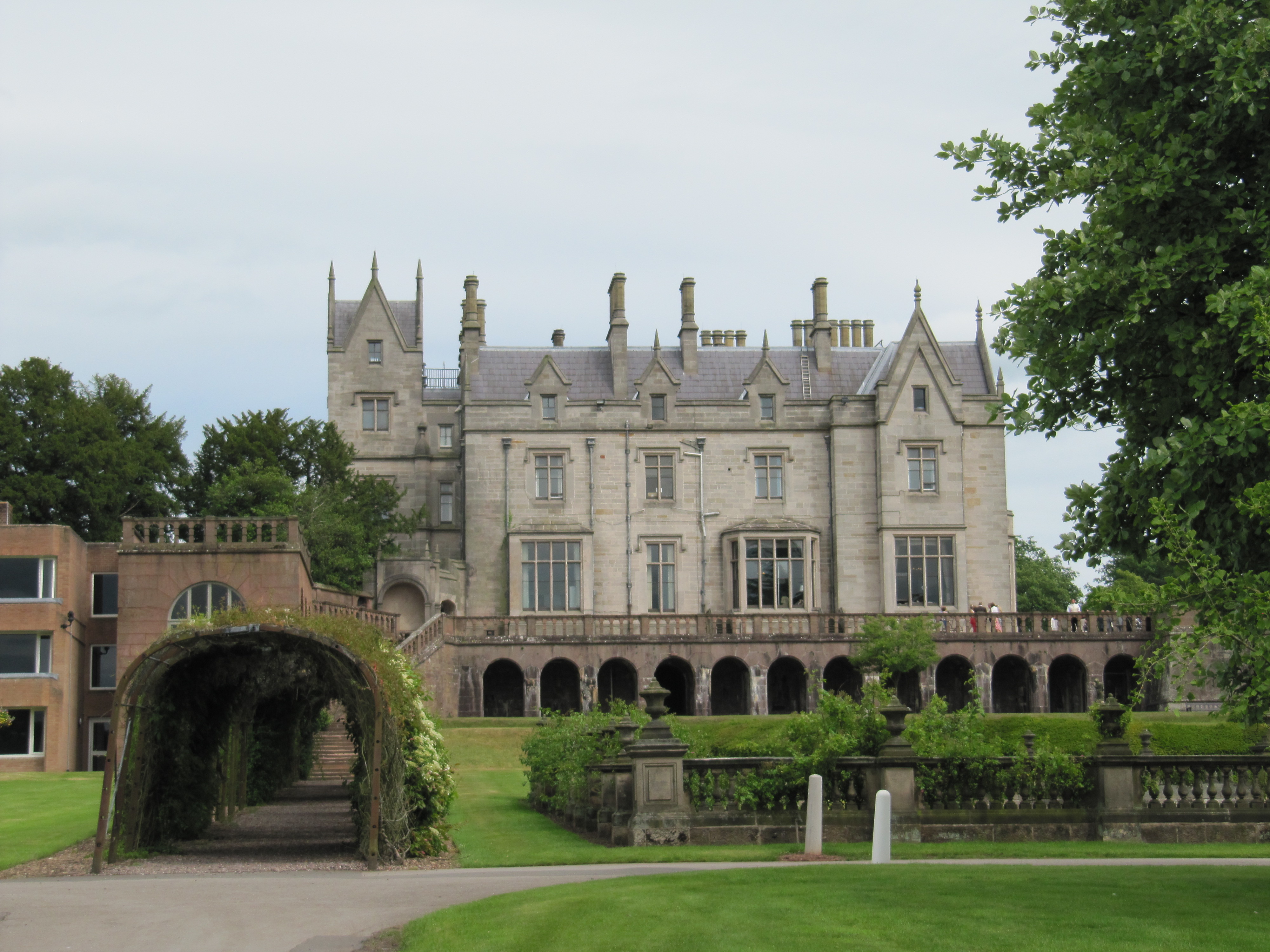
Lilleshall Hall (Anglie)
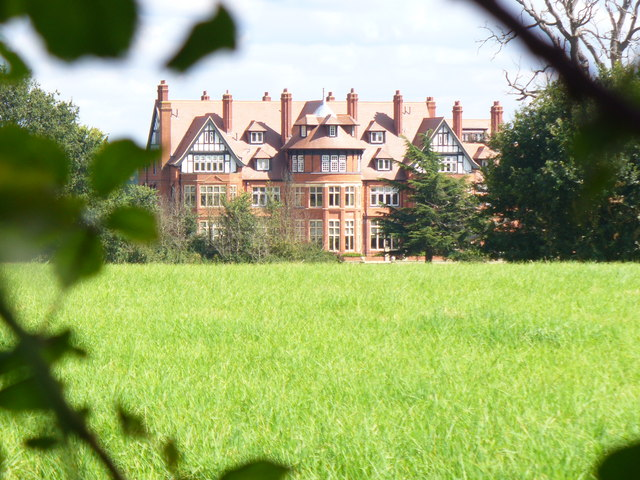
Hatchford Park (Anglie)
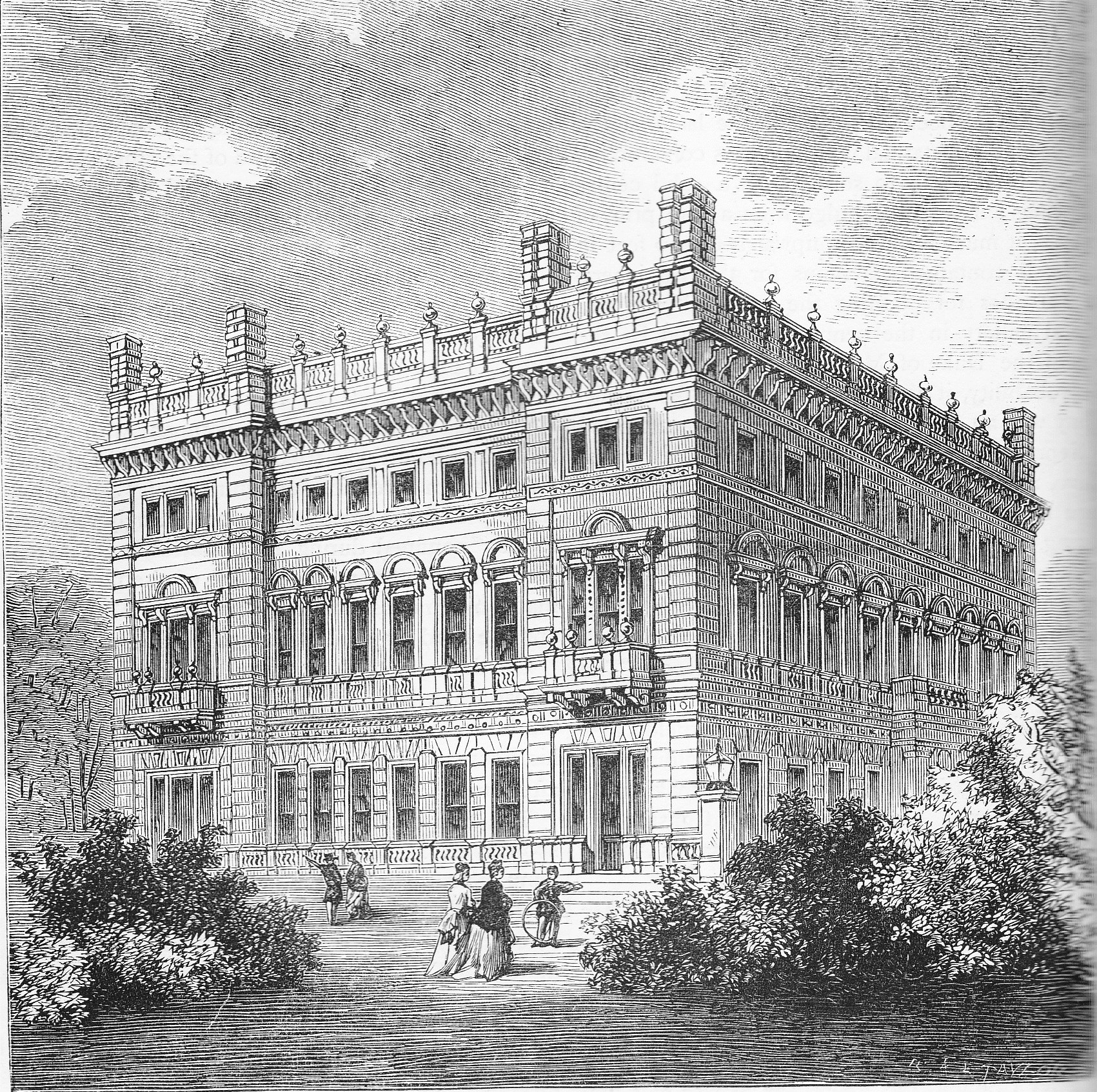
Bridgewater House (Londýn)
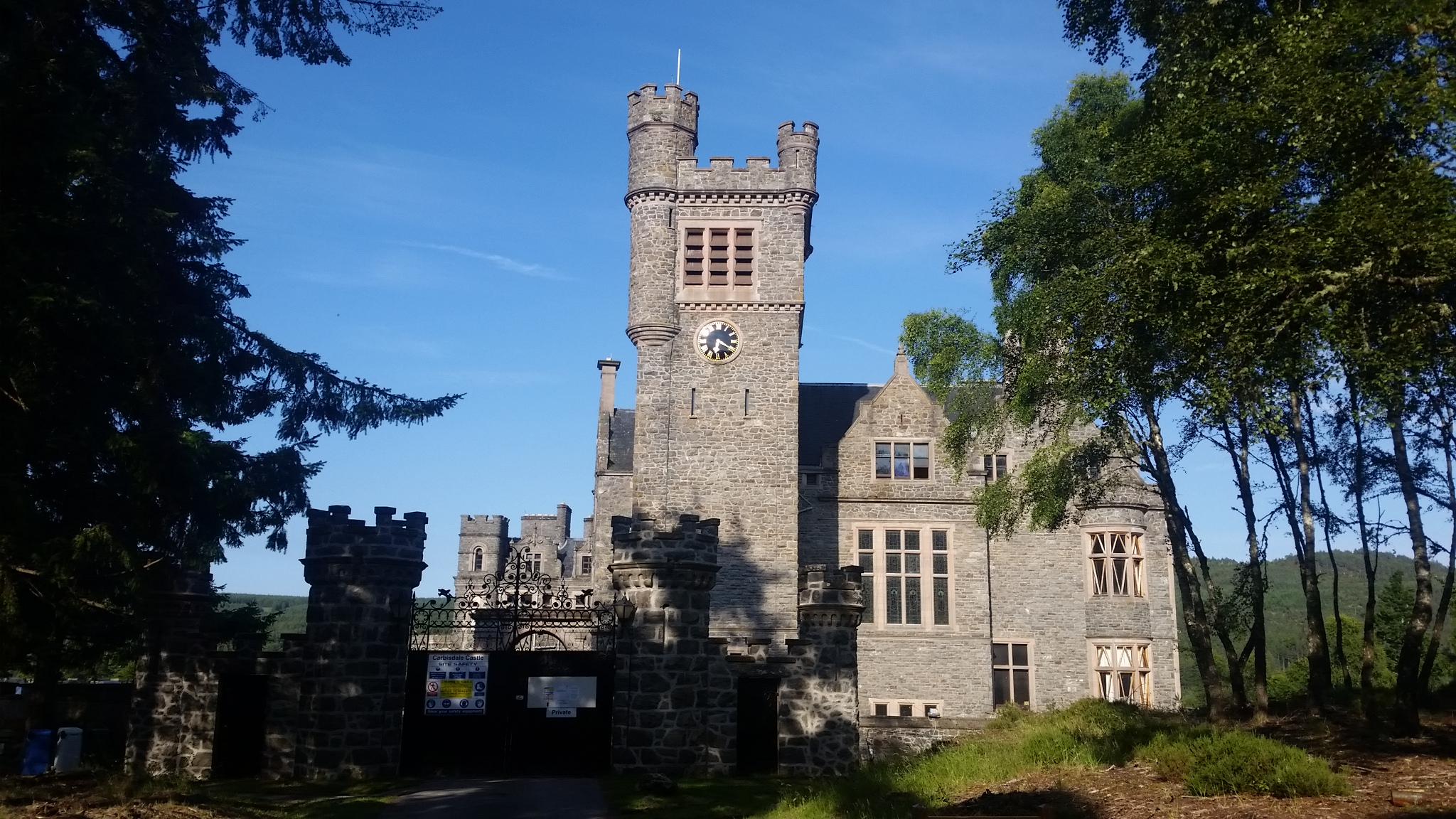
Carbisdale Castle (Skotsko)
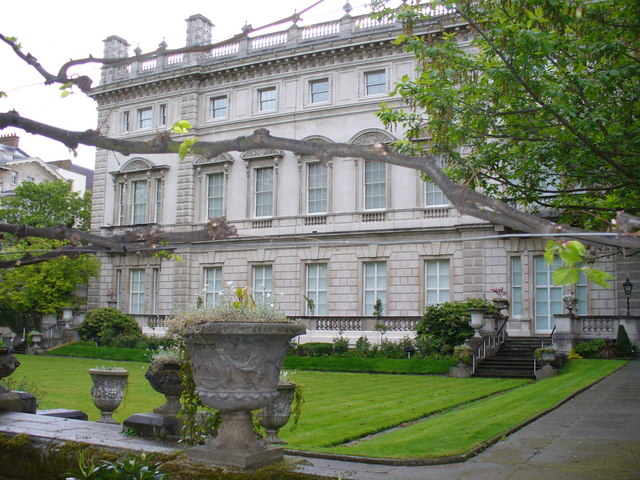
Stafford House (Lancaster House) (Londýn)

## Osobnosti rodu
- John Gower (†1408), básník

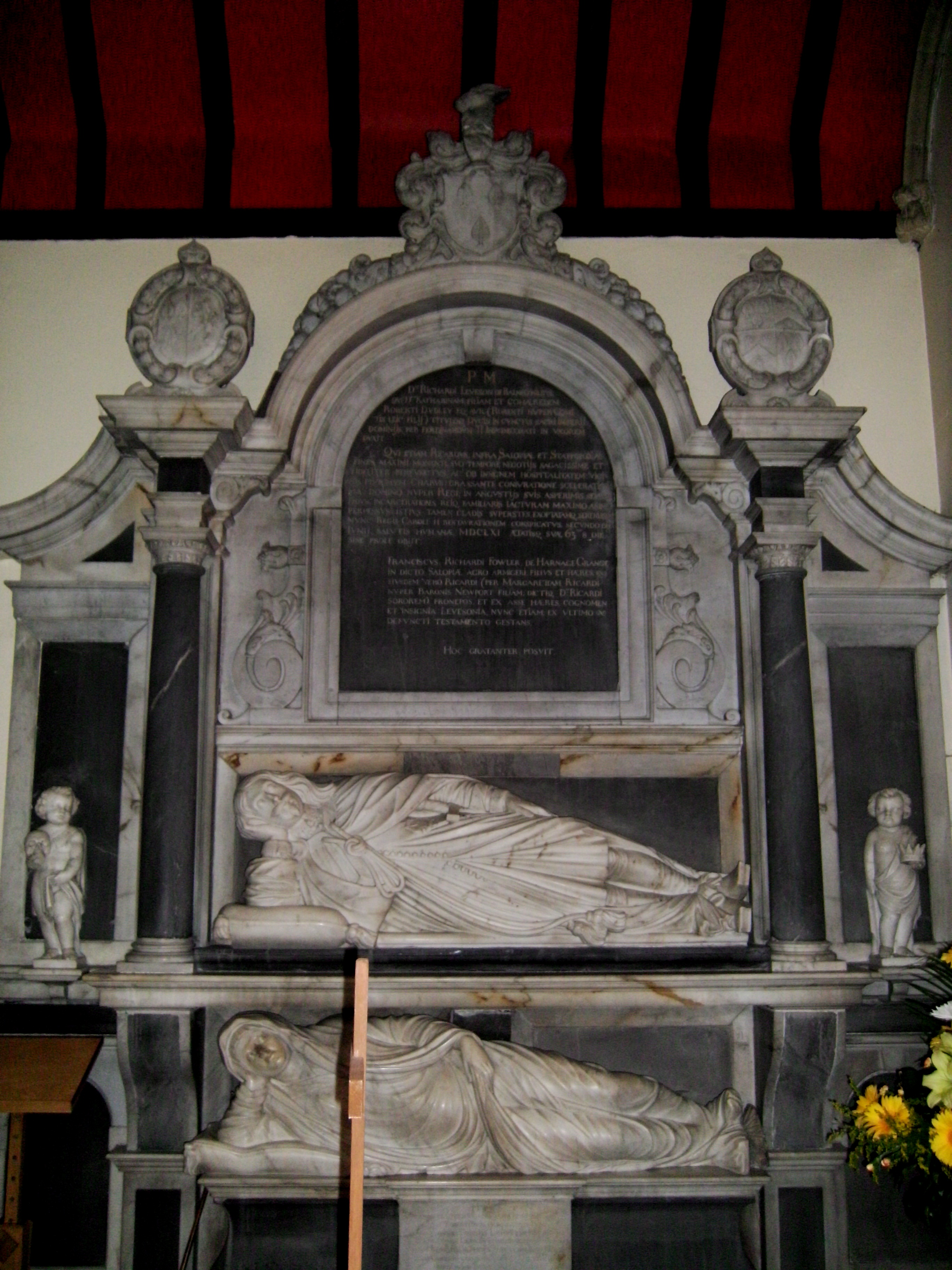
Náhrobek Sira Richarda Levesona (1598–1661) v Lilleshall (Shropshire

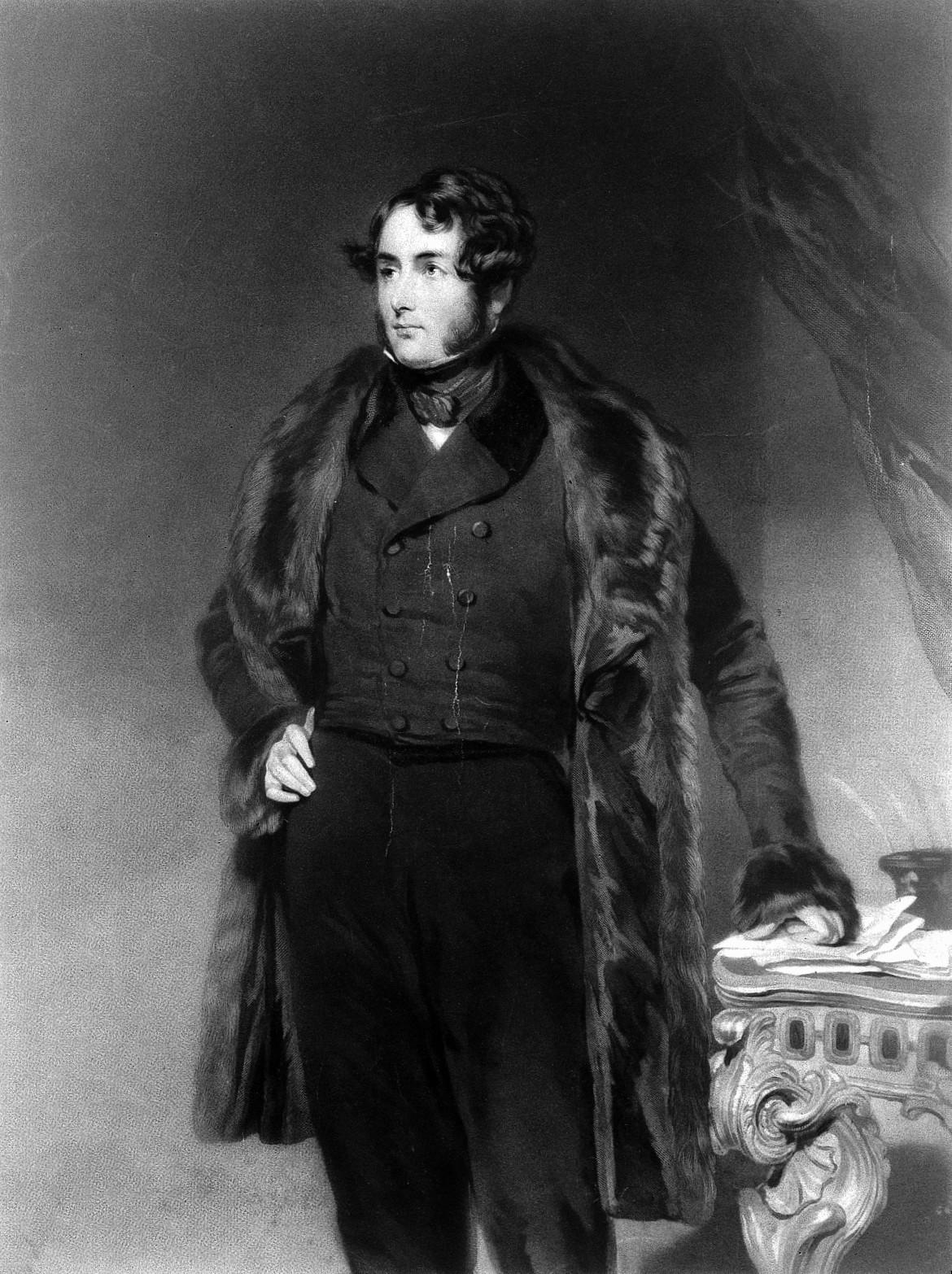
Francis Leveson-Gower (Egerton), 1. hrabě z Ellesmere (1800–1857)

- George Gower (1540–1596), malíř, dvorní portrétista Alžběty I.

- Walter Leveson (1551–1602), člen Dolní sněmovny

- Sir Richard Leveson (1570–1605), admirál, člen Dolní sněmovny

- Sir Thomas Gower (1584–1651), politik, dvořan, r. 1620 povýšen na baroneta

- Sir Richard Leveson (1598–1661), politik a vojevůdce občanské války, člen Dolní sněmovny

- Sir William Leveson-Gower (1647–1691), člen Dolní sněmovny, r. 1668 přijal jméno Leveson-Gower

- John Leveson-Gower, 1. baron Gower (1675–1709), člen Dolní sněmovny, ministr, r. 1703 povýšen na barona

- John Leveson-Gower, 1. hrabě Gower (1694–1754), ministr, r. 1746 povýšen na hraběte

- Baptist Leveson-Gower (1701–1782), člen Dolní sněmovny

- Granville Leveson-Gower, 1. markýz ze Staffordu (1721–1803), ministr, nejvyšší komoří, r. 1786 povýšen na markýze

- John Leveson-Gower (1740–1792), admirál, první námořní lord 1783–1789, člen Dolní sněmovny

- George Granville Leveson-Gower, 1. vévoda ze Sutherlandu (1758–1833), diplomat, ministr, r. 1833 povýšen na vévodu

- Granville Leveson-Gower, 1. hrabě Granville (1773–1846), diplomat, ministr, r. 1833 povýšen na hraběte

- John Leveson-Gower (1774–1816), generál, člen Dolní sněmovny

- Edward Leveson-Gower (1776–1853), admirál, člen Dolní sněmovny

- George Granville Sutherland-Leveson-Gower, 2. vévoda ze Sutherlandu (1786–1861)

- Francis Leveson-Gower, 1. hrabě z Ellesmere (1800–1857), ministr, mecenáš, člen Dolní sněmovny, r. 1846 povýšen na hraběte

- Granville Leveson-Gower, 2. hrabě Granville (1815–1891), ministr zahraničí, ministr kolonií

- Edward Leveson-Gower (1819–1907), člen Dolní sněmovny

- Francis Egerton (1824–1895), admirál, člen Dolní sněmovny

- George Granville Sutherland-Leveson-Gower, 3. vévoda ze Sutherlandu (1825–1891)

- lord Ronald Charles Sutherland-Leveson-Gower (1845–1916), člen Dolní sněmovny, mecenáš

- George Granville Leveson-Gower (1858-1951), člen Dolní sněmovny, dvořan

- Granville Leveson-Gower, 3. hrabě Granville (1872–1939), diplomat, velvyslanec v Belgii

- Sir Henry Dudley Leveson-Gower (1873-1954), hráč kriketu

- Frederick Leveson-Gower (1874–1959), člen Dolní sněmovny

- William Leveson-Gower, 4. hrabě Granville (1880–1953), admirál, generální guvernér v Severním Irsku

- George Granville Sutherland-Leveson-Gower, 5. vévoda ze Sutherlandu (1888–1963), náměstek ministra pro letectvo a ministra války, nejvyšší hofmistr

- Frank Egerton (*1959), novinář